# Stories of Old
Stories of Old este o piesă a formației britanice Depeche Mode. Piesa a apărut pe albumul Some Great Reward, în 1984.